# Марк Манлій Капітолін
Марк Ма́нлій Капітолі́н (? — 384 до н. е.) — політичний та військовий діяч ранньої Римської республіки, консул 392 року до н. е.. інтеррекс 387 року до н. е.

## Життєпис
Марк Манлій Капітолін — представник патриціанського роду Манліїв; син Тіта Манлія. Про молоді роки мало відомостей. 
У 392 році до н. е. став консулом разом з Луцієм Валерієм Потітом. На посаді успішно воював з еквами, за що отримав від сенату овацію. У 390 році до н. е. був серед оборонців Капітолія від галів на чолі із Бренном. Саме завдяки Марку Манлію римлянам вдалося відбити раптовий нічний штурм фортеці й відстояти Капітолій: за це йому було надано когномен Капітолін, тобто Капітолійський. Гали уклали мирну угоду з римлянами й незабаром пішли з Риму.
Після цього геройського вчинку Марк Манлій здобув значний авторитет та популярність серед римлян. У 387 році до н. е. його було обрано інтеррексом для проведення виборів вищих магістратів. У 384 році до н. е. був ініціатором закону щодо зменшення боргів або їх скасування для плебеїв, чим намагався посилити прихильність народу до себе. Цього ж року Марк Манлій вирішив використати для захоплення одноосібної влади, спираючись на плебс. Втім дії Марка Фурія Камілла та Сенату завадили цьому: його заарештували, піддали скорому суду й через декілька годин стратили — скинули з Тарпейської скелі.